# Ipuki
| i | p | w | k | i | i |

| i | p | w | k | i | i |

Ipuki o Ipuky fue un antiguo escultor y artesano egipcio de la XVIII Dinastía, que trabajó en Tebas y es conocido por su tumba allí. 

## Biografía
Ipuki era hijo de la dama Netyermes y de Senetyer, "supervisor de los artesanos de Heri-her-meru".
Los títulos de Ipuki son:
- sȝwtj: supervisor
- sȝwtj Dsert-Jst: supervisor del Lugar Sagrado
- sȝwtj mḥȝt n nb-tȝwy: supervisor de la balanza del señor de las Dos Tierras
- ṯȝj mḏȝt n nb-tȝwy: grabador (lit: portador del cincel grabador del señor de las Dos Tierras)
- ḥrj ṯȝjw mḏȝt m ḏsrt-ỉset: jefe de los grabadores / grabador jefe en el Lugar Sagrado

## Función
Estuvo en activo durante los reinados de Tutmosis IV y Amenhotep III (1397-1350 a. C.) y probablemente trabajó en las tumbas de ambos. Hoy se le conoce sobre todo por su tumba (TT181) en Tebas, cuyas inscripciones proporcionan información sobre él, incluyendo su título principal, "Jefe de los escultores del Señor de las Dos Tierras". 
Compartió su tumba con otro escultor llamado Nebamón, con quien pudo haber trabajado. Nebamón probablemente se casó con la viuda de Ipuki y accedió a su tumba por este motivo. Para Norman de Garis Davies, Nebamón fue el segundo marido de Henutneferet, después de Ipuki, y Daniel Polz, mucho más recientemente, la hace esposa de Ipuki, pero hermana de Nebamón.
En la tumba se representa a Ipuki delante de su esposa. No está claro si trabajó él mismo en la tumba. La tumba conjunta es la última tumba de un artista en el Valle de los Nobles de Tebas. Los artistas tebanos posteriores fueron enterrados en Deir el-Medina, donde vivían los artesanos que trabajaban en las tumbas. No está claro si el artista de los contornos, Hi, mencionado en las inscripciones de la tumba, era hermano de Ipuki o (más probablemente) de Nebamón.